# كين هوفمان
كين هوفمان (بالإنجليزية: Ken Hofmann)‏ هو شخصية أعمال أمريكي، ولد في 15 فبراير 1923، وتوفي في 22 أبريل 2018.